# FM 시가

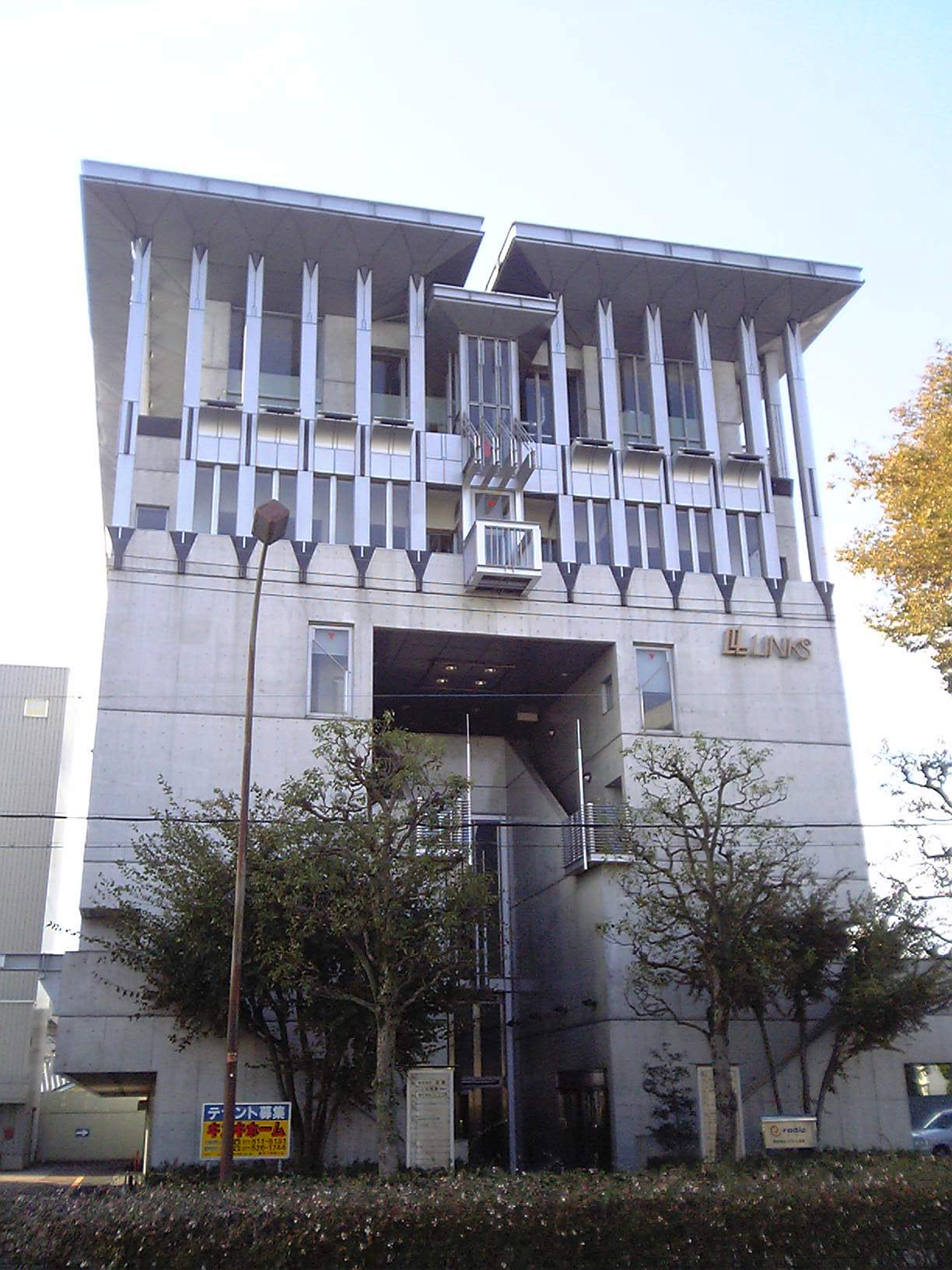
FM 시가

FM시가는 일본의 FM라디오 방송국으로 1996년 12월 1일 개국했으며 시가현에서 방송을 실시하고 있다.
JFN에 가맹했으며 애칭은 e-radio, 콜사인은 JOUV-FM이다.

## 연혁
- 1996년 4월 19일 - 라디오 예비 면허 취득
- 1996년 7월 1일 - 회사 설립
- 1996년 12월 1일 - 개국
- 2009년 10월 - 팩시밀리를 통한 사연접수 폐지.

## 주파수
- 오쓰 방송국:77.0MHz(출력:1kW)

## 그 외 시가현의 방송국
- NHK 오쓰 방송국
- 비와코 방송(BBC/독립 UHF 방송국)
- KBS 시가(교토 방송/NRN) - 히코네시에 송신소가 있어, 독자 방송도 하고 있다.

## 시가현에 있는 다른 텔레비전·라디오 방송국
- NHK 오쓰 방송국
- 비와코 방송(독립 텔레비전 방송국)
- KBS 시가(교토 방송의 지국으로 라디오만 방송하고 있고 NRN 계열이며 히코네시에 본사소재.)